# ポリミキシンB
ポリミキシンB(polymyxin B)は抗生物質のひとつ。日本ではポリミキシンBで、海外ではPoly-Rxというブランド名で販売されており、皮膚感染症、髄膜炎、肺炎、敗血症、および尿路感染症の治療に使用される。多くのグラム陰性菌感染に有用だが、グラム陽性菌感染には有用ではない。静脈、筋肉、または脳脊髄液に注射するか吸入することで投与できる。通常、注入可能な形態は、他の投与法が利用できない場合にのみ使用される。また、皮膚で使用するための組み合わせにはオキシテトラサイクリン/ポリミキシンB(製品名:テラマイシン軟膏;陽進堂製造販売)、バシトラシン/ポリミキシンBおよびネオマイシン/ポリミキシンB /バシトラシンとして利用可能である。 
注射による一般的な副作用には、 腎臓の問題 、クラーレ様作用（神経筋遮断作用）による神経学的障害、発熱、かゆみ、発疹などがある。筋肉内への注射は、大きな痛みを引き起こす可能性がある。他の深刻な副作用には、真菌感染症、アナフィラキシー、筋力低下などがある。妊娠中の使用が胎児にとって安全かどうかは不明である。ポリミキシンBは、細胞質膜を破壊することにより機能し、一般に細菌細胞死を引き起こす。  
ポリミキシンBは、1964年に米国で医療用途に承認され、健康システムに必要な最も安全で最も効果的な医薬品である世界保健機関の必須医薬品リストに収載されている。ジェネリック医薬品として入手可能である。米国では、1日あたりの費用は約17米ドルである。ヨーロッパでは、2015年の時点で皮膚への適用のみが承認されている。ポリミキシンBは、細菌の1種Bacillus polymyxaから得られる。 

## 医療用途

### 効能効果
- （局所投与）
  - ＜適応菌種＞
  - ポリミキシンBに感性の大腸菌、肺炎桿菌、エンテロバクター属、緑膿菌
  - ＜適応症＞
  - 外傷・熱傷及び手術創等の二次感染、骨髄炎、関節炎、膀胱炎、結膜炎、角膜炎（角膜潰瘍を含む）、中耳炎、副鼻腔炎
- （経口投与）
  - ＜適応症＞
  - 白血病治療時の腸管内殺菌

### 感受性のスペクトル
- ポリミキシンBは、それぞれ緑膿菌とインフルエンザ菌に起因する尿路感染症と髄膜炎の治療に使用されている。以下に医学的に重要なグラム陰性菌のMIC感受性データを示す。
  - インフルエンザ菌：≥0.8 μg/ml
  - 緑膿菌：0.25 – 1 μg/ml[8]

### エンドトキシン吸着
- エンドトキシン除去カートリッジ（Toraymyxin）は血液浄化医療機器であり、固定化吸着剤としてポリミキシンBを使用する[9]。

## 作用機序
1. 環状ペプチド部分の正に荷電したアミノ基が、細菌の外膜のリポ多糖層の負に帯電した部位に静電的に誘引されて結合し、外膜の透過性を変化させる[10]（この部位は通常、カルシウムとマグネシウムなどのイオンのための結合部位である）。その結果、細胞外膜は不安定になる。
2. 脂肪酸部分は細胞膜疎水性領域に溶解し、膜の完全性を破壊する。
3. 細胞内の分子の漏出、細胞呼吸の阻害
4. エンドトキシンの結合と不活性化[11]
5. 選択的毒性の相対的な欠如：あらゆるタイプの細胞膜に非特異的で、毒性が高い。

## 混合組成
ポリミキシンBは、ポリミキシンB1、B1-I、B2、B3、およびB6からなる。ポリミキシンB1およびB2は主要な成分とされる。これらの関連成分は、各成分の脂肪酸基部分を除いて構造的に同一である。in vitroでの研究の結果からは、各成分を比較した際にMICデータにはわずかな違いしか見られないことが示されている。 

## 研究への応用
ポリミキシンBは、細胞膜ストレスを誘発して、そのようなストレスに対する生物の反応を研究するためにも使用される。このようなポリミキシン・エンベロープ・ストレス・アッセイは、Salmonella entericaのsmall RNA（sRNA）応答の研究に使用されている。